# David Sacks
David Sacks is een Amerikaans scenarioschrijver en producer. Hij heeft gewerkt aan The Simpsons, 3rd Rock from the Sun, Malcolm in the Middle, The Tick en Murphy Brown. Sacks heeft aan één Simpsons-aflevering meegewerkt, namelijk Fear of Flying. Met deze aflevering won hij een Emmy.